# Chris Broderick

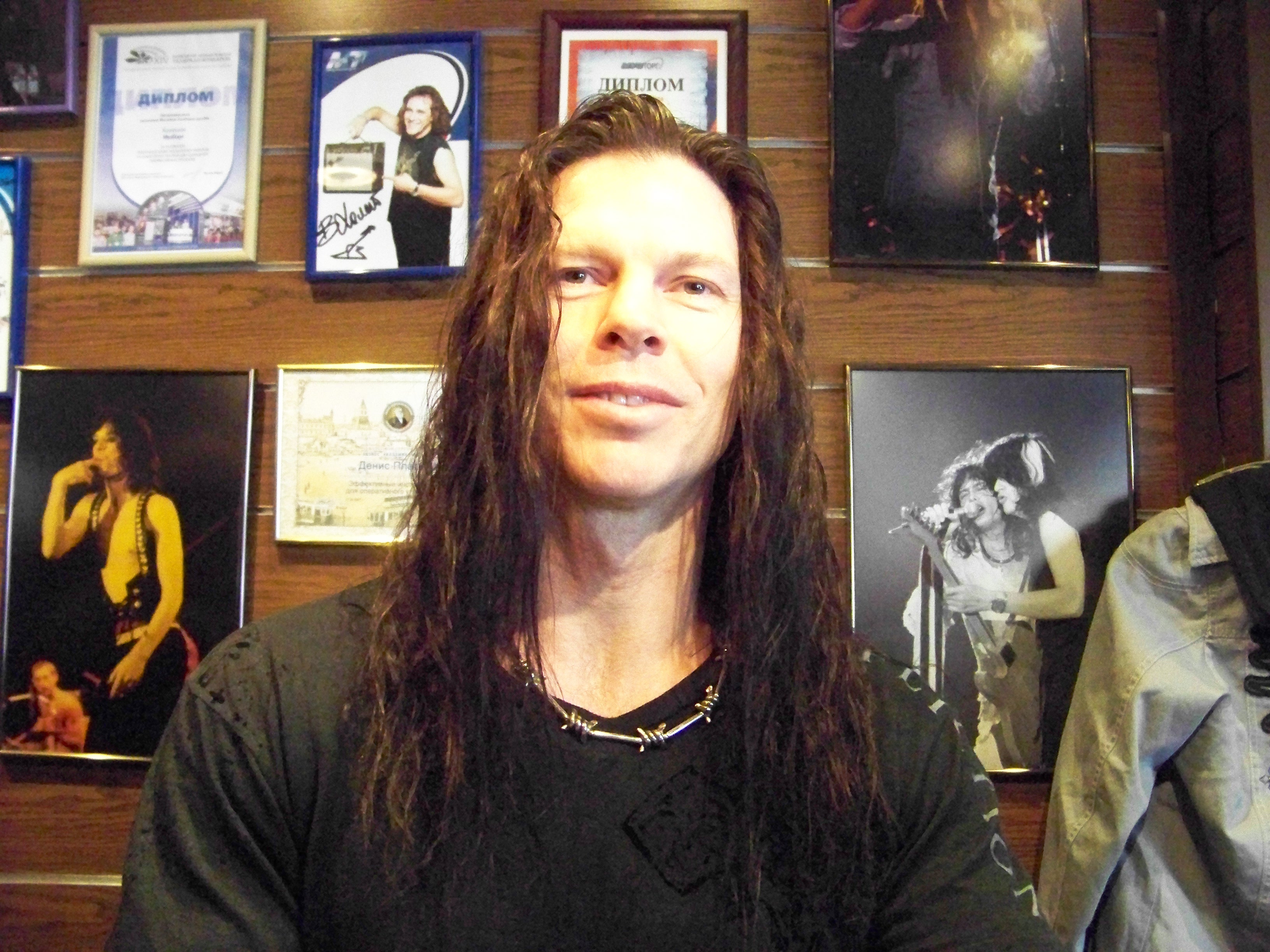
Chris Broderick, 2011

Chris Broderick (* 6. März 1970 in Lakewood, Colorado) ist ein US-amerikanischer Gitarrist, der besonders als Mitglied der Thrash-Metal-Band Megadeth bekannt wurde, aber auch für Jag Panzer und Nevermore tätig war. Bei Jag Panzer spielte er auch Keyboards.

## Biografie
Broderick begann mit elf Jahren mit dem Gitarrespielen. Er lernte elektrische und klassische Gitarre, aber auch Klavier und Geige. Er übte bis zu 13 Stunden täglich. In einem Interview sagte er, es sei ihm mehr wie Arbeit erschienen, denn als unterhaltsame Beschäftigung. Seit etwa 1988 war er in der Musikszene von Denver ein bekannter Gitarrist und spielte für dort ansässige Bands wie Grey Haven, Industrial Eden – wo er auch den Leadgesang übernahm – und Killing Time. Broderick machte auch einen akademischen Abschluss in klassischer Gitarre an der Lamont School of Music der Universität Denver.

### Jag Panzer
Nachdem Jag-Panzer-Gitarrist Joey Tafolla die Band zum zweiten Mal und endgültig verlassen hatte, stieß Broderick zur Band. Dies war keine leichte Aufgabe für ihn, da Tafolla für seine komplexe und anspruchsvolle Gitarrenarbeit bekannt war. Zwischen 1998 und 2004 spielte Broderick auf vier Alben der Band.

### Nevermore
Zwischen 2001 und 2003 war Chris Broderick als Tourgitarrist für Nevermore tätig. Einige Zeit lang war es unklar, ob er auch als festes Mitglied eingestiegen war. Dies war jedoch nicht der Fall. Zwischen 2006 und 2007 war er erneut mit Nevermore auf Tour, bevor er bei Megadeth tätig wurde. Daher ist er auch auf der DVD The Year of the Voyager zu sehen.

### Megadeth

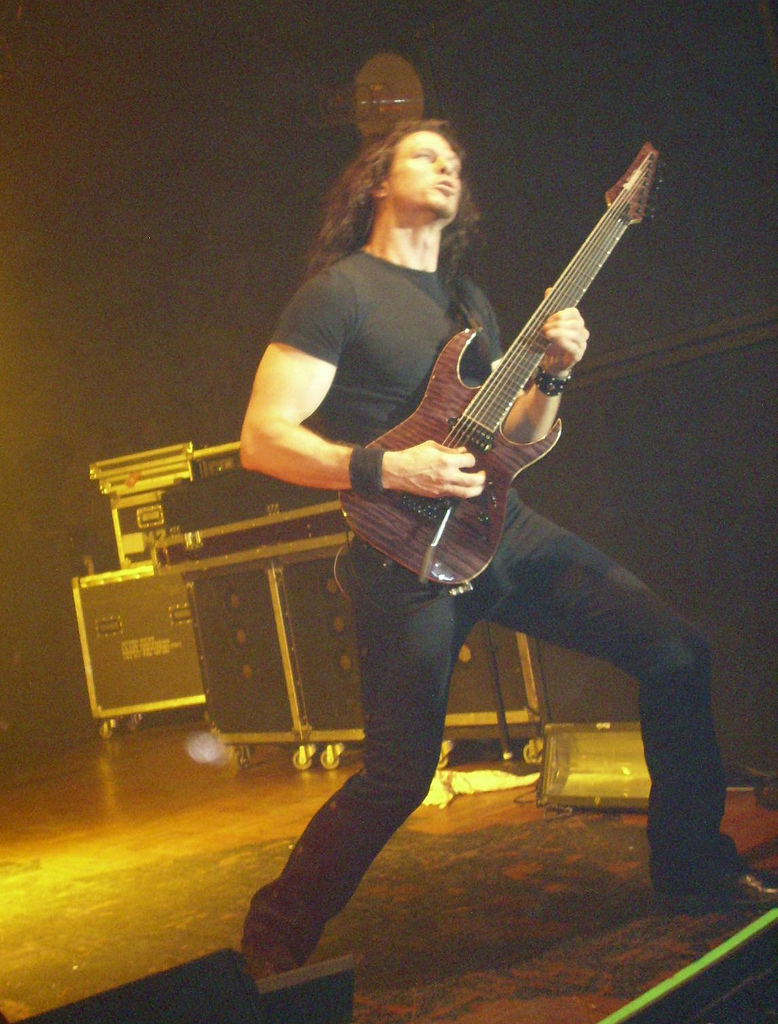
Broderick live mit Megadeth, 2008

Nachdem Glen Drover Ende 2007 Megadeth verlassen hatte, schlug dessen Bruder Shawn, der damalige Schlagzeuger von Megadeth, Chris Broderick als Ersatz vor. Frontmann Dave Mustaine war nach der Betrachtung eines Videos von Broderick überzeugt. Im Februar 2008 hatte Broderick auf der Gigantour in Finnland sein Live-Debüt mit der Band und spielte auch das Album Endgame mit ein. Broderick war das jüngste Mitglied der damaligen Besetzung. Mustaine hat sich des Öfteren lobend über Broderick ausgesprochen und sein Verhältnis zu ihm mit dem zwischen Ozzy Osbourne und Randy Rhoads verglichen. Auch nannte er ihn den besten Gitarristen, den Megadeth je hatten.
Am 25. November 2014 gab Broderick über seine Facebook-Seite bekannt, dass er Megadeth verlassen würde. Gemeinsam mit Schlagzeuger Shawn Drover gründete er daraufhin die Band Act of Defiance.

### In Flames
Nachdem er seit 2019 die schwedische Band In Flames schon Live unterstützt hatte, wurde er 2022 offiziell deren neuer Rhythmusgitarrist.

## Diskografie

### Megadeth
- Blood in the Water: Live in San Diego (2008)
- Endgame (2009)
- Rust in Peace Live (2010)
- The Big Four Live from Sofia, Bulgaria (2010)
- Thirteen (2011)
- Super Collider (2013)

### Jag Panzer
- The Age of Mastery (1998)
- Thane to the Throne (2000)
- Mechanized Warfare (2001)
- The Era of Kings and Conflict (2002)
- Casting the Stones (2004)

### Nevermore
- The Year of the Voyager (2008)

### Act of Defiance
- Birth and the Burial (2015)
- Old Scars, New Wounds (2017)

### In Flames
- Foregone (2023)